# YTN 사이언스
YTN 사이언스는 2007년 9월 17일에 개국한 YTN 계열의 과학 전문 채널이며, 인기있는 외부제작 프로그램(재방송)과 양질의 내부 제작 프로그램들을 방송한다.

## 역대 프로그램
- 사이언스 투데이
- 킹왕짱
- QUIZ 킹왕짱
- 알쏭달쏭 탐험대
- 다큐S프라임
- 황금나침반
- 녹색의 꿈
- 수다학